# あのこ
『あのこ』とは、鬼魔あづさの漫画作品。

## 概要
「comic零式」（シュベール出版）に掲載された短編を単行本化したもの。成年コミック。

## 「あのこ」あらすじ
兄の晃のもとに、妹の奈津実が引っ越してくる。母親の記憶がフラッシュバックしながら、二人の愛欲に溺れた生活が淡々と描かれる。

## 補足
シュベール出版の倒産に伴い、絶版。